# Ян де Фриз
Ян де Фриз (нід. Jan de Vries; народився 5 січня 1944, Сінт Якобіпароче, Нідерланди — 14 січня 2021) — нідерландський мотогонщик, дворазовий чемпіон світу з шосейно-кільцевих мотогонок серії MotoGP у класі 50cc (1971, 1973).

## Кар'єра
Ян де Фриз двічі вигравав чемпіонат світу з шосейно-кільцевих мотогонок серії MotoGP у класі 50cc, обидва рази на мотоциклі німецької марки Kreidler, ставши одним із найуспішніших спортсменів  в історії марки.
Ян де Фріс дебютував у гонках чемпіонату світу з шосейно-кільцевих мотоперегонів MotoGP у 1968 році, взявши участь у своєму домашньому Гран-Прі Нідерландів на мотоциклі марки Kreidler в класі 50сс.
З 1969 року він став постійним гонщиком команди Kreidler в класі 50сс. У своєму першому повному сезоні Ян здобув п'ять подіумів у восьми гонках і посів четверте місце в загальному заліку.
У 1970 році де Фриз здобув свою першу перемогу на етапі, вигравши Гран-Прі Націй у Монці та посів п'яте місце в загальному заліку. У тому ж році він взяв участь у своїй першій і останній гонці в класі 125сс: на мотоциклі марки MZ у Ассені посів сьоме місце.
У сезоні 1971 Ян де Фріс домінував у класі 50сс. Він виграв п'ять з дев'яти гонок сезону і з максимальною кількістю очок (за діючими правилами у загальний результат сезону записували 5 найкращих результатів) вперше став чемпіоном світу, принісши заодно і першу перемогу для Kreidler у заліку виробників.
У 1972 році Ян де Фриз набрав однакову кількість очок з легендарним Анхелем Ньєто, але за додатковими показниками змушений був задовольнитись другим місцем.
У сезоні 1973 року голландець вдруге став чемпіоном світу. Після закінчення сезону він завершив свою кар'єру мотогонщика.
Після цього Ян де Фриз працював тюнером гоночних двигунів для Van Veen. Сьогодні він є частим гостем на багатьох гонка ветеранів.

### Статистика виступів

#### MotoGP

##### У розрізі сезонів
Система нарахування очок, що діяла у 1968 році:
| Місце | 1 | 2 | 3 | 4 | 5 | 6 |
| Очки  | 8 | 6 | 4 | 3 | 2 | 1 |

Система нарахування очок, що діяла з 1969 року:
| Місце | 1  | 2  | 3  | 4 | 5 | 6 | 7 | 8 | 9 | 10 |
| Очки  | 15 | 12 | 10 | 8 | 6 | 5 | 4 | 3 | 2 | 1  |

| Сезон  | Клас   | Мотоцикл | Гонки | Пер | Под | ПП | Очки | Місце |
| ------ | ------ | -------- | ----- | --- | --- | -- | ---- | ----- |
| 1968   | 50cc   | Kreidler | 1     | 0   | 0   | 0  | 0    | НК    |
| 1969   | 50cc   | Kreidler | 8     | 0   | 5   | 0  | 64   | 4     |
| 1970   | 50cc   | Kreidler | 8     | 1   | 4   | 0  | 60   | 5     |
| 1970   | 125cc  | MZ       | 1     | 0   | 0   | 0  | 4    | 35    |
| 1971   | 50cc   | Kreidler | 7     | 5   | 7   | 0  | 75   | 1     |
| 1972   | 50cc   | Kreidler | 6     | 3   | 6   | 0  | 69   | 2     |
| 1973   | 50cc   | Kreidler | 5     | 5   | 5   | 0  | 60   | 1     |
| Всього | Всього | Всього   | 36    | 14  | 27  | 0  | 332  |       |

## Цікаві факти
У сезоні 1972 року Ян де Фриз боровся за чемпіонство з Анхелем Ньєто. Обидва гонщика у чемпіонаті набрали по 69 очок, здобувши по три перемоги кожен. Дирекцією гонок було прийнято рішення про визначення переможця за сумарним часом проходження п'яти гонок, в яких фінішували обидва гонщика. В результаті додавання, час Ньєто виявився на 21,5 секунди меншим, ніж у де Фриза, що й зробило його чемпіоном світу.